# Van Tassell
Van Tassell è un centro abitato (town) degli Stati Uniti d'America, situato nella Contea di Niobrara nello Stato del Wyoming. Nel censimento del 2000 la popolazione era di 18 abitanti.

## Geografia fisica
Secondo i rilevamenti dell'United States Census Bureau, la località di Van Tassell si estende su una superficie di 4,7 km², tutti occupati da terre.

## Popolazione
Secondo il censimento del 2000, a Van Tassell vivevano 18 persone, ed erano presenti 5 gruppi familiari. La densità di popolazione era di 3,8 ab./km². Nel territorio comunale si trovavano 11 unità edificate. Per quanto riguarda la composizione etnica degli abitanti, il 94,44% era bianco e il 5,56% proveniva dall'Asia.
Per quanto riguarda la suddivisione della popolazione in fasce d'età, il 16,7% era al di sotto dei 18, lo 0% fra i 18 e i 24, il 22,2% fra i 25 e i 44, il 27,8% fra i 45 e i 64, mentre infine il 33,3% era al di sopra dei 65 anni di età. L'età media della popolazione era di 50 anni. Per ogni 100 donne residenti vivevano 63,6 uomini.